# Chibchella femorata
Chibchella femorata är en insektsart som beskrevs av Morgan Hebard 1933. Chibchella femorata ingår i släktet Chibchella och familjen vårtbitare. Inga underarter finns listade i Catalogue of Life.